# مسجد الشمال
مسجد الشمال أو مسجد ابن شبرمة يقع في الجهة الشمالية بقرية أشيقر التراثية، وقد تعاقب عليه أئمته منهم: شبرمة من أهل القرن العاشر، كما أمّه الشيخ سليمان بن علي آل مشرف (1079 هـ) جد مجدد الدعوة الشيخ محمد بن عبدالوهاب بن سليمان، وذلك قبل أن يتسلم القضاء في روضة سدير، وفي الركن الشمالي الشرقي من المسجد وجد غرفة ملحقة بالمسجد، يطلق عليها اسم (دار الغرباء)، وهي بيت مخصص للغريب مأوی (دار ضيافة).